# Храм Різдва Пресвятої Богородиці (Владикавказ)
Церква Різдва Пресвятої Богородиці на Осетинській гірці (ос. Сыгъдæг Мады Майрæмы Рухсрайгуырды аргъуан) — найстаріший православний храм Владикавказа. Об'єкт культурної спадщини народів РФ.

## Історія

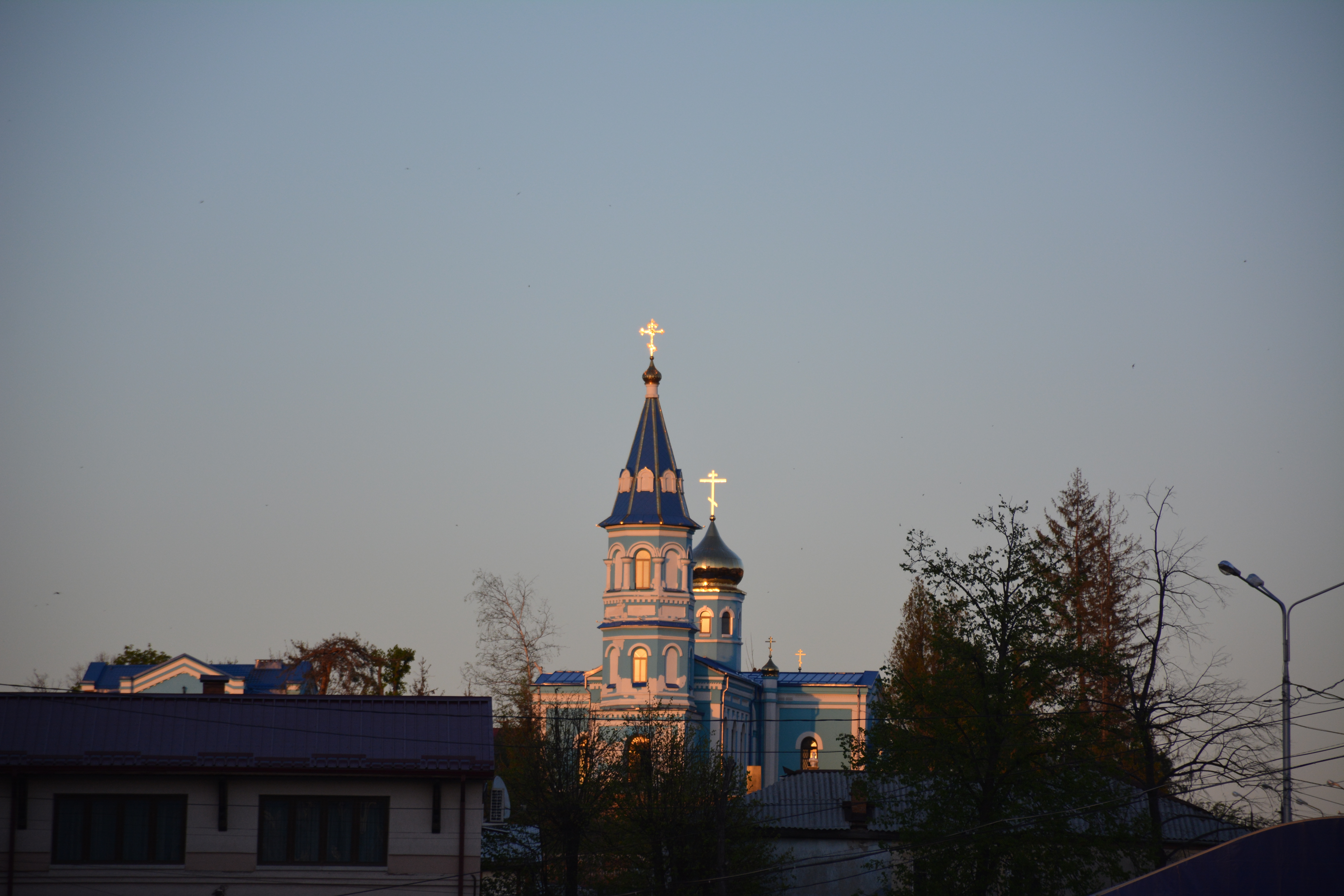
Вид на храм із набережної р. Терек

За одними даними, дерев'яний храм Різдва Пресвятої Богородиці (через своє розташування на Осетинській гірці м. Владикавказа коротко іменована в народі Осетинською церквою) заснований та освячений у 1814 році Осетинською духовною комісією «з метою місіонерських і для потреб православних». За іншими даними, храм був закладений у 1823 та освячений 24 березня 1824.
Спочатку був чотирикутним, потім хрестоподібним. У 1823 році на цьому місці було збудовано кам'яний храм. У міру збільшення православної пастви церква розширювалася та перевлаштовувалась. У 1861 році замість застарілої будівлі було збудовано новий кам'яний храм у класичному стилі.
Будівництво здійснювалося за участю начальника Владикавказького військового округу барона Вревського, генерала Євдокимова, полковника Сперанського, князя Святополк-Мирського, інших впливових містян та простих мешканців міста. У 1896 р. храм збільшили новою прибудовою та обнесли кам'яною огорожею. У плані будівлю вирішено у вигляді хреста, у західній частині облаштовано дзвіницю. Розміри в плані: 28,1 м — довжина (включаючи дзвіницю) і ширина 20 м (включаючи притвори).
При церкві Різдва Пресвятої Богородиці протоієреєм Олексієм (Аксо) Колієвим на початку 1860-х років було засновано 3-класне жіноче училище.
У 1890 році на території Осетинської церкви було збудовано одноповерхову церковно-парафіяльну школу. На цьому місці нині розташувалася середня школа № 13.
13 грудня 1931 р. рішенням міськради церкву Різдва Богородиці було закрито. У 1930-х роках із дзвіниці було знято і знищено всю купольну частину і дзвони. Постановою комісії з культів від 22 березня 1932 р. церковна будівля була передана у відання міського відділу народної освіти для організації в ньому міського політехнічного музею.
Із 1939 р. у цій будівлі розміщувався музей осетинської літератури ім. К. Хетагурова.

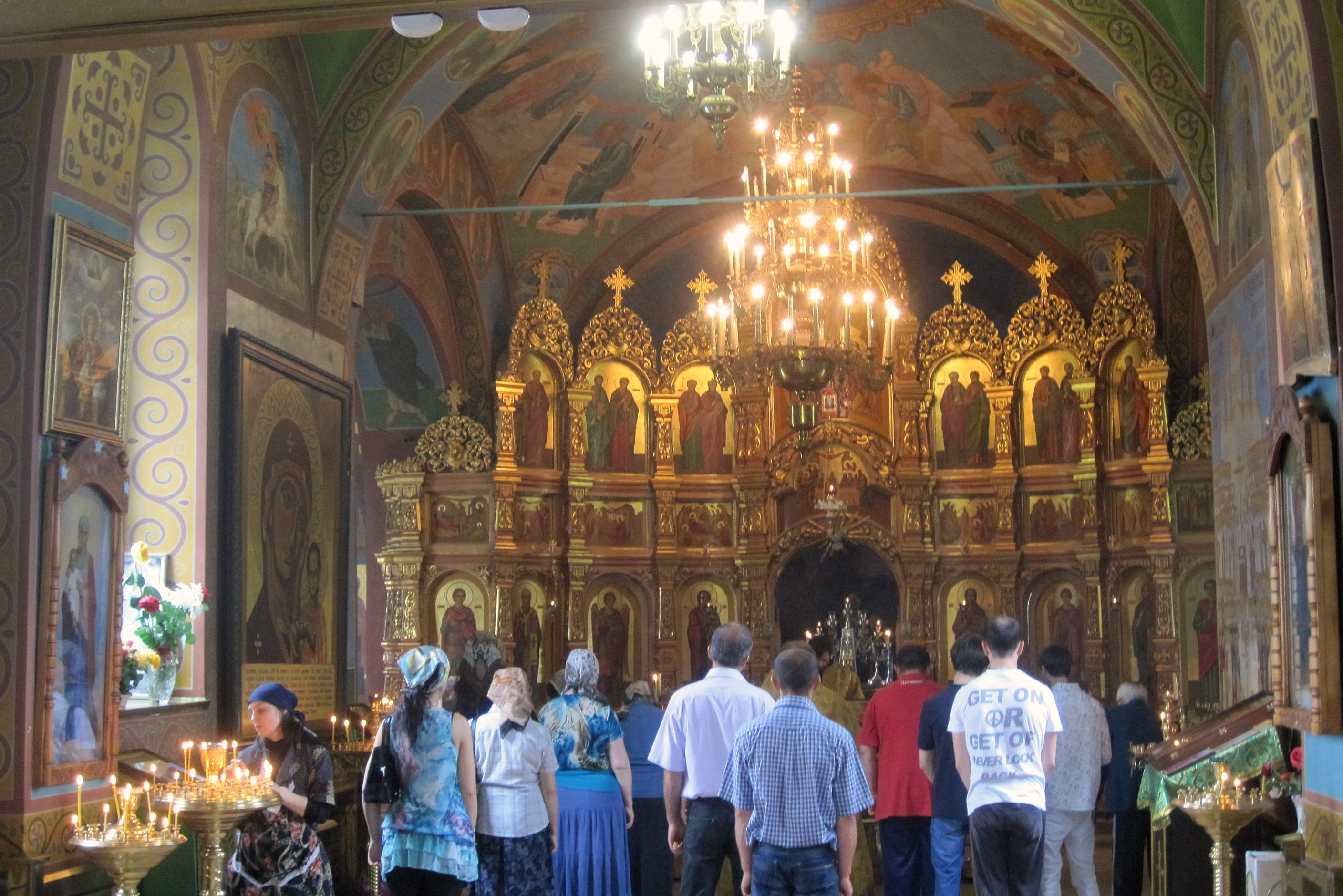
Внутрішній вигляд церкви

25 листопада 1988 року виконком Ленінської районної ради народних депутатів м. Орджонікідзе розглянув заяву групи віруючих, яка звернулася до виконкому з проханням зареєструвати їхнє релігійне об'єднання та повернути будівлю колишньої православної Осетинської церкви. 13 квітня 1990 р. було ухвалено рішення № 997 виконкому Орджонікідзевської міської Ради народних депутатів «Про передачу будівлі колишньої владикавказької осетинської церкви та прилеглої території релігійному товариству православних християн».
21 вересня 1993 р., у день Різдва Пресвятої Богородиці та Престольне свято відбулося освячення храму митрополитом Ставропольським та Владикавказьким Гедеоном.
Надалі на території храму, замість невеликих господарських приміщень, було зведено просторий адміністративно-просвітницький комплекс. 26 лютого 2009 р. відбулося освячення нового адміністративного корпусу, будівництво якого тривало чотири роки. Чин освячення здійснили благочинний православних церков РСО-А протоієрей Володимир Самойленко, настоятель Осетинського храму протоієрей Костянтин Джіоєв та настоятель Покровського храму протоієрей Володимир Михайлов.
Наприкінці 2014 року, у храмі вперше за останні 100 років, була здійснена божественна літургія осетинською мовою.
У 2014—2015 р. на західному схилі храмової території проводилися роботи зі спорудження підпірної стіни для запобігання процесу просідання ґрунту, що загрожує руйнуванням поховань на території храму, серед яких могила Кости Хетагурова. Також у цей час відбулася заміна куполів храму, споруджена купіль, напівкруглий парапет та оглядовий майданчик на західному боці храмової території.
Із 2016 року церква є центром Іристонського благочиння.
У 28 липня 2018 р. у свято Хрещення Русі було освячено новий баптистерій.
В огорожі храму розташований некрополь, де поховані значні особи, що відіграли значну роль в історії та культурі осетинського народу.

## Настоятелі
- З 1812 по 1847 — невідомо
- Протоієрей Алексій Колієв (1847—1866 рр.)
- Протоієрей Михайло Сухієв (1866—1892 рр.)
- Протоієрей Олексій Гатуєв (1894—1909 рр.)
- Протоієрей Харлампій Цомаєв (1910—1925 рр.)
- Ієрей Мануїл Бурнацев (1992—1997 рр.)
- Протоієрей Костянтин Джіоєв (з 1997 року)